# دوتوک

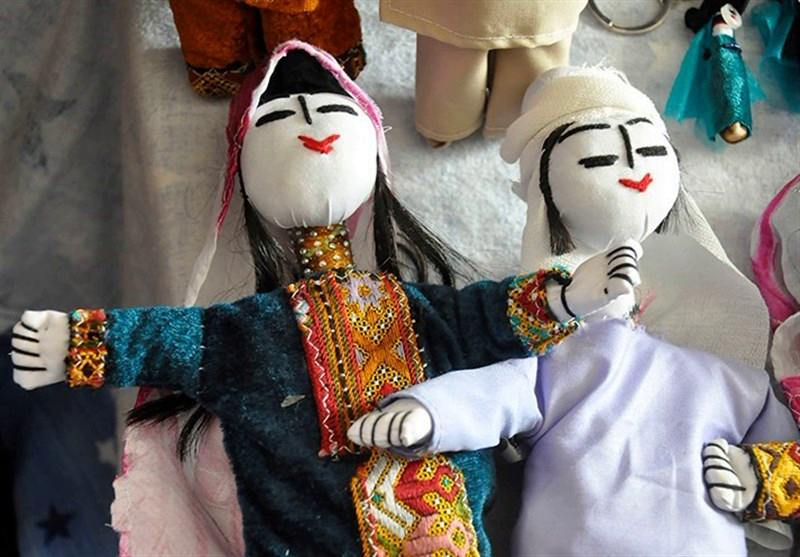
عروسک دوتوک

دوتوک، عروسک بومی از روستای سربیشه خراسان جنوبی است که ثبت ملی شده است. عروسک‌های روستای تاجمیر که به دوتوک معروف هستند نشانه‌های فرهنگ غنی منطقه سربیشه را با خود همراه دارند و گویای هنرمندی دستان مادران و دختران این منطقه هستند.

## ریشه‌شناسی
عروسک دوتوک با مواد بازیافتی ساخته می‌شود. مواد اولیه‌ای همچون چوب، پارچه‌های محلی، موی بز و حتی گیاهان معطر دارویی کالبد این عروسک‌ها را تشکیل می‌دهند. هر کدام از عروسک‌های دوتوک روایتگر یک داستان هستند، که به سینه آنها سنجاق می‌شود. نام دوتوک را روی این عروسک‌ها گذاشته‌اند، چون جامعه محلی این منطقه به عروسک، «دوتوک» می‌گویند.
اصالت دوتوک‌های تاجمیر از آن جهت است که پوشاک و مصالح ساخت آنها از همان منطقه تهیه و شیوه ساخت آنها نیز با سایر عروسک‌های کشور متفاوت است، بویژه در مرحله چهره‌نمایی و تصویرسازی صورت که به دو شکل انجام می‌گیرد؛ یکی ساخت چهره‌هایی ابتدایی و بدون چشم و دهان و بینی که خود به دو دلیل صورت می‌گیرد؛ اول باورهای اعتقادی موجود در منطقه که می‌گوید نباید برای عروسک‌ها چهره ترسیم کرد و دوم؛ حفظ شیوه و سبک قدیم عروسک‌سازی در منطقه که ساخت عروسک‌های ساده بدون اجزای صورت بوده است.

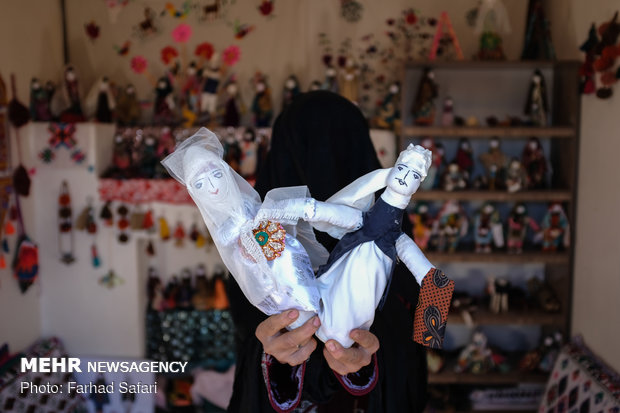
عروسک دوتوک، روستای سربیشه خراسان جنوبی

در ساخت عروسک دوتوک به جزئیات کمتر توجه شده و کامل درست نمی‌شوند، چرا که زنان براین باورند که خالق بی‌عیب و نقص خداست.

## ثبت ملی
عروسک‌های خراسان جنوبی در سال ۹۳ به شماره ثبت ۱۰۶۳ ثبت ملی میراث فرهنگی ناملموس ایران شد که یک اتفاق مهم به ویژه برای روستای تاجمیر شد.